# Kristina Groves
Kristina Groves, född den 4 december 1976 i Ottawa, Kanada, är en kanadensisk freestyleåkare.
Hon tog OS-silver på damernas 1 500 meter och även OS-silver i damernas lagtempo i samband med de olympiska skridskotävlingarna 2006 i Turin.
Hon tog OS-silver på damernas 1 500 meter och även OS-brons på damernas 3 000 meter i samband med de olympiska skridskotävlingarna 2010 i Vancouver.